# Vlkov (kraj Wysoczyna)
Vlkov – miejscowość i gmina (obec) w Czechach, w kraju Wysoczyna, w powiecie Zdziar nad Sazawą. W 2022 roku liczyła 280 mieszkańców.